# Jezioro Polaszkowskie
Jezioro Polaszkowskie (kaszb. Jezoro Pòlaszkòwsczé) – przepływowe jezioro rynnowe położone na południowo-wschodnim skraju Pojezierza Kaszubskiego ("Polaszkowski Obszar Chronionego Krajobrazu") w powiecie kościerskim (województwo pomorskie) na obszarze gmin Liniewo i Stara Kiszewa. Jezioro jest częścią akwenu jezior Polaszkowskich. Wypływa stąd dopływ Wierzycy Kaczynka zwany również "Małą Wierzycą".
Powierzchnia całkowita: 106,5 ha, maksymalna głębokość: 10,0 m.